# Emilio Rivela
Emilio Rivela (Salerno, 17 november 1871 – Acquaviva delle Fonti, 1937) was een Italiaans componist en dirigent.

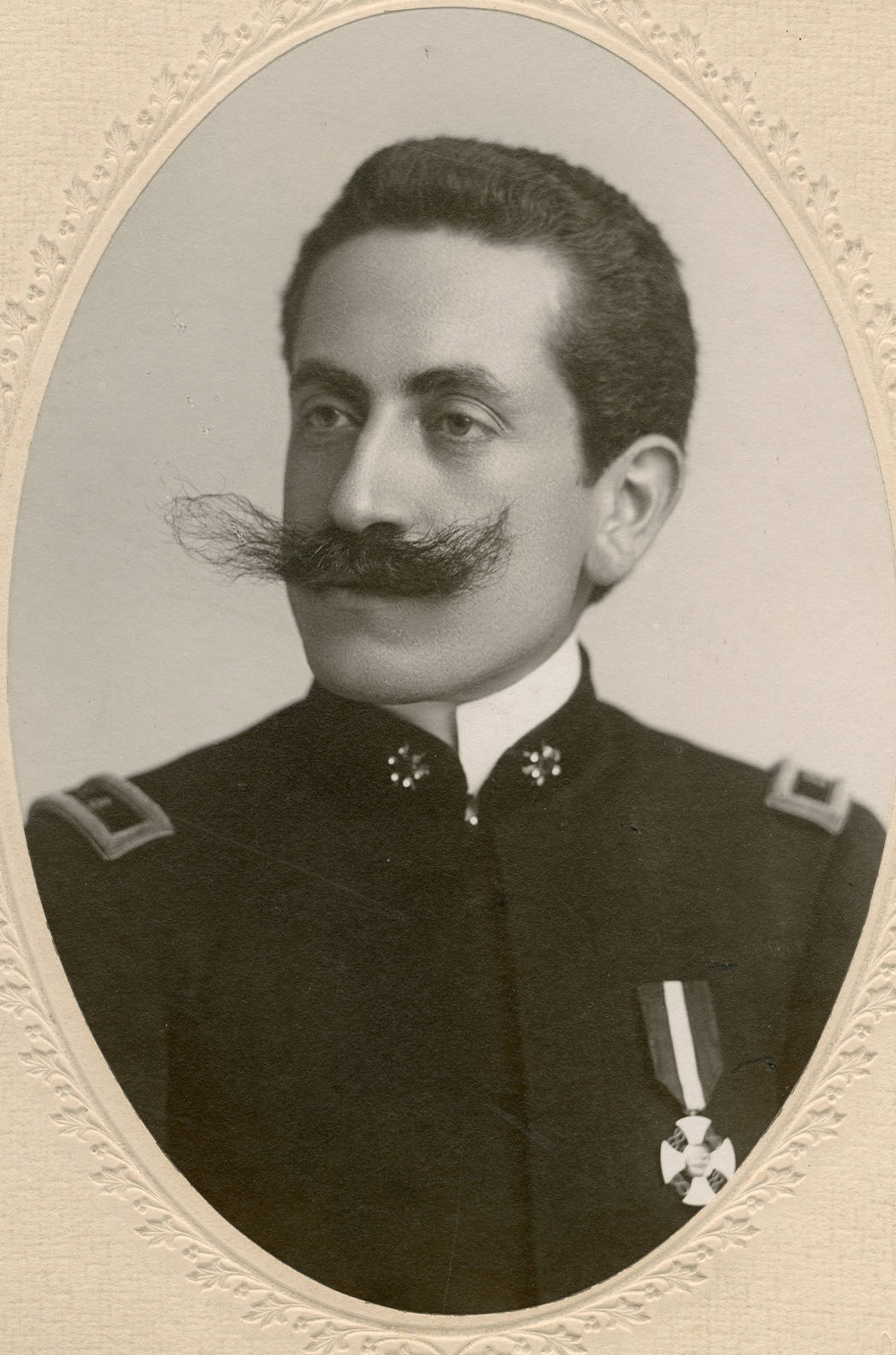
Rivela

## Levensloop
Rivela studeerde muziek aan het Conservatorio di San Pietro a Majella di Napoli in Napels. Straks na zijn opleiding werd hij dirigent en reformeerde dit harmonieorkest in Napels en later in Torremaggiore in de provincie Foggia. Op 10 maart 1897 werd hij dirigent van de “Filarmonica di Fiati” Città di Acquaviva delle Fonti. Op 2 juli 1898 nom hij met dit orkest in Turijn aan een groot wedstrijd deel een oogstte succes van de jury met een voortreffelijke uitvoering van het verplichte werk Saul, ouverture van Antonio Bazzini. Aan de volgende dag werden de resultaten door de Hertogin van Aosta Marie Laetitia Eugénie Bonaparte en de voorzitter van de jury gepresenteerd en de “Filarmonica di Fiati” Città di Acquaviva delle Fonti werd winner van het concours. Door de Amerikaan Channing Ellery werd Rivela in 1902 gewonnen als dirigent van een door hem opgericht "Royal Italian Band".
In de stad Acquaviva delle Fonti is een straat naar Emilio Rivela benoemd.

## Composities

### Werken voor harmonieorkest
- I Diavoli Rossi , Marcia
- Torino symfonische mars

### Werken voor piano
- Alla Napoletana
- Alla Spagnola (Valzer)
- Angelo del mio cuore (Romanza)
- Barcarola
- Notturnino
- Serenata
- Sul Lago (Secunda Barcarola)
- Tutti al ballo (Mazurca)
- Una notte a Posillipo - serenata